# Wahrheit oder Pflicht
Wahrheit oder Pflicht é o oitavo álbum da banda alemã Oomph!, sendo lançado em 2004 pela Supersonic/GUN Records, sendo o primeiro a ser lançado pela nova gravadora após o fim do contrato com a Virgin Records em 2002. É o disco mais bem sucedido da banda, recebeu certificação de platina na Alemanha em 2018.
É o primeiro álbum da banda que não contém música instrumental. O álbum foi lançado em três versões diferentes.

## História
Alguns meses após o lançamento de "Niemand", o último single do álbum "Ego", o contrato que a banda havia com a Virgin Records foi encerrado. A banda não havia nenhum contrato a vista, quase nenhum concerto estava marcado e o dinheiro que restou era pouco. A banda então decidiu focar em escrever novas músicas e gravar as demos para o próximo álbum. Porém, as gravadoras não estavam 
dispostas a investir na banda como a Virgin fez no passado, isso incluía a própria Supersonic/Gun Records. No início de agosto de 2003, a banda participou de um festival em Bochum, onde a banda conheceu os gerentes da gravadora, apresentados pelo gerente da banda na época. O pessoal da gravadora então disse que haviam gostado da versão demo de "Augen auf!" que a banda havia tocado naquele festival e então fechou um contrato com a banda. No início de 2004, a banda lançou o single "Augen auf!" em 12 de Janeiro de 2004. O single permaneceu por 16 semanas no top 10 das paradas alemãs de singles, sendo 5 dessas semanas na primeira posição, além de ter recebido certificações de Ouro e Platina na Alemanha.
De início, a banda queria que Ted Jensen cuidasse da masterização do álbum novamente, assim como foi feito nos álbuns "Plastik" e "Ego", porém ele estava com a agenda lotada e não pode trabalhar mais uma vez com a banda.
A música "Augen auf!" é uma versão da música "Eckstein", do trio de música eletrônica Freizeichen.
"Augen auf!" também faz parte da trilha sonora do videogame FIFA Football 2005.

## Edições
O álbum foi relançado na Europa em 2019 em vinil duplo juntamente com o "GlaubeLiebeTod".

## Faixas

### Edição padrão
| N.º | Título                                | Duração |  |
| 1.  | "Augen Auf!"                          | 3:20    |  |
| 2.  | "Tausend neue Lügen"                  | 3:56    |  |
| 3.  | "Wenn du weinst"                      | 4:32    |  |
| 4.  | "Sex hat keine Macht"                 | 4:18    |  |
| 5.  | "Dein Weg"                            | 3:28    |  |
| 6.  | "Du spielst Gott"                     | 4:16    |  |
| 7.  | "Dein Feuer"                          | 3:48    |  |
| 8.  | "Der Strom"                           | 3:03    |  |
| 9.  | "Nichts (ist kälter als deine Liebe)" | 4:13    |  |
| 10. | "Diesmal wirst du sehen"              | 4:02    |  |
| 11. | "Tief in dir"                         | 4:13    |  |
| 12. | "Im Licht"                            | 4:09    |  |

### Edição limitada
| N.º | Título                                | Duração |  |
| 1.  | "Augen Auf!"                          | 3:20    |  |
| 2.  | "Tausend neue Lügen"                  | 3:56    |  |
| 3.  | "Wenn du weinst"                      | 4:32    |  |
| 4.  | "Sex hat keine Macht"                 | 4:18    |  |
| 5.  | "Burn Your Eyes" (Faixa Bônus)        | 4:10    |  |
| 6.  | "Dein Weg"                            | 3:28    |  |
| 7.  | "Du spielst Gott"                     | 4:16    |  |
| 8.  | "Dein Feuer"                          | 3:48    |  |
| 9.  | "Answer Me" (Faixa Bônus)             | 4:13    |  |
| 10. | "Der Strom"                           | 3:03    |  |
| 11. | "Nichts (ist kälter als deine Liebe)" | 4:13    |  |
| 12. | "Nothing"                             | 4:56    |  |
| 13. | "Diesmal wirst du sehen"              | 4:02    |  |
| 14. | "Tief in dir"                         | 4:13    |  |
| 15. | "Im Licht"                            | 4:09    |  |
| 16. | "I'm Going Down" (Faixa Oculta)       | 4:33    |  |
| 17. | "Augen auf!" (Videoclipe)             | 3:33    |  |

- A faixa "I'm Going Down" aparece após 3 minutos

de silêncio no final da faixa "Im Licht".

### Edição Especial
| N.º | Título                                                   | Duração |  |
| 1.  | "Augen Auf!"                                             | 3:20    |  |
| 2.  | "Tausend neue Lügen"                                     | 3:56    |  |
| 3.  | "Wenn du weinst"                                         | 4:32    |  |
| 4.  | "Sex hat keine Macht"                                    | 4:18    |  |
| 5.  | "Brennende Liebe" (Part. L'Âme Immortelle - Faixa Bônus) | 3:48    |  |
| 6.  | "Dein Weg"                                               | 3:28    |  |
| 7.  | "Du spielst Gott"                                        | 4:16    |  |
| 8.  | "Dein Feuer"                                             | 3:48    |  |
| 9.  | "Eisbär" (Cover de Grauzone - Faixa Bônus)               | 4:17    |  |
| 10. | "Der Strom"                                              | 3:03    |  |
| 11. | "Nichts (ist kälter als deine Liebe)"                    | 4:13    |  |
| 12. | "Diesmal wirst du sehen"                                 | 4:02    |  |
| 13. | "Tief in dir"                                            | 4:13    |  |
| 14. | "Im Licht"                                               | 4:09    |  |
| 15. | "I'm Going Down" (Faixa Oculta)                          | 4:33    |  |
| 16. | "Brennende Liebe" (Part. L'Âme Immortelle - Videoclipe)  | 3:48    |  |

## Histórico de lançamento
| País                      | Data                    | Gravadora                      | Formato                             | Catálogo      |
| ------------------------- | ----------------------- | ------------------------------ | ----------------------------------- | ------------- |
| Alemanha · União Europeia | 8 de fevereiro de 2004  | Supersonic Records GUN Records | CD                                  | 82876 58937 2 |
| Alemanha · União Europeia | 16 de fevereiro de 2004 | Supersonic Records GUN Records | CD (Edição Limitada)                | 82876 58938 2 |
| Alemanha · União Europeia | 24 de maio de 2004      | Supersonic Records GUN Records | CD (Edição Especial)                | 82876 62065 2 |
| União Europeia            | 5 de abril de 2019      | Sony Music GUN Records         | LP Duplo (incluindo GlaubeLiebeTod) | 19075938101   |

## Críticas profissionais
| Críticas profissionais | Críticas profissionais |
| Avaliações da crítica  | Avaliações da crítica  |
| Fonte                  | Avaliação              |
| ---------------------- | ---------------------- |
| Rock Hard              | 9.5/10                 |
| Metal.de               | [ 7 ]                  |
| TERRORVERLAG           | [ 8 ]                  |
| Laut.de                | [ 9 ]                  |
| Metal Storm            | [ 10 ]                 |

O álbum recebeu boas notas das críticas especializadas, que focou especialmente na evolução sonora e lírica da banda em comparação aos outros álbuns.

## Desempenho nas paradas

### Paradas semanais
| País     | Melhor posição (2004) |
| -------- | --------------------- |
| Alemanha | 2                     |
| Áustria  | 2                     |
| Suíça    | 7                     |
| França   | 140                   |

### Paradas de final de ano
| País     | Posição (2004) |
| -------- | -------------- |
| Alemanha | 22             |
| Áustria  | 64             |

## Créditos
- Friedel Muders (FUEGO) - Design, diretor de arte, fotografia;
- Björn Gralla - gerência;
- Contra Promotion - gerência;
- Crap - guitarras, teclados;
- Flux - mixagem, gravação, guitarra, samplers;
- Dero Goi - vocais, bateria;
- Oomph! - produção, música, letras, gravação, mixagem;
- Maik Straatmann - música (faixa 1)
- Marek Vejvoda - música (faixa 1)
- Oliver Voidt - letra (faixa 1)
- Magdalene Maj - backing vocals (faixa 1)
- Mika Musiol - vocal infantil (faixa 1)
- Jean-Pierre Chalbos - masterização;
- Jean-Sébastien Dupuis - assistente de masterização;
- Bernd Wondollek - fotografia;
- Ralf Strathmann - fotografia;
- Gravado e mixado no Nagelstudio, Calberlah, Alemanha;
- Masterizado no La Source Mastering, Paris, França;